# Marcelo Vieira da Silva Júnior
Marcelo Vieira da Silva Júnior (Rio de Janeiro, 12 de maio de 1988) é um ex-futebolista brasileiro que atuava como lateral-esquerdo. 
O brasileiro já foi elogiado por grandes ex-jogadores como Paolo Maldini e Diego Maradona, que o considerou o melhor de sua posição. Marcelo foi nomeado como herdeiro de Roberto Carlos pelo próprio jogador, que declarou: "Marcelo possui melhor capacidade técnica e é um dos melhores do mundo".
Marcelo é um grande ídolo do Real Madrid, um dos maiores jogadores da história do clube e um dos grandes vencedores. Durante o auge, o lateral brasileiro também foi considerado um dos melhores de sua posição.

## Carreira

### Fluminense
Revelado nas categorias de base do Fluminense, tendo começado no futsal do Tricolor em 1997 e chegado no Centro de Treinamento de Xerém no ano de 2002, Marcelo foi promovido ao elenco profissional em 2005 pelas mãos do treinador Abel Braga. Assumiu a titularidade logo no ano seguinte, já com Oswaldo de Oliveira, e se tornou uma das principais peças do time.

### Real Madrid
Em 14 de novembro de 2006, o Real Madrid acertou oficialmente a contratação de Marcelo. O jogador de 18 anos passou nos exames médicos e acertou contrato com o clube por seis temporadas, de 2007 até 2013. O time espanhol pagou 7 milhões de euros para ter a revelação tricolor.
Marcelo juntou-se ao Real no início de 2007. Em sua chegada, Ramón Calderón, presidente do clube, afirmou: "Ele é uma contratação importante para nós. É um jovem jogador que vai injetar velocidade nas laterais e é parte do nosso plano trazer jogadores mais jovens para o plantel. Estamos muito feliz, pois ele é uma joia que metade da Europa queria".

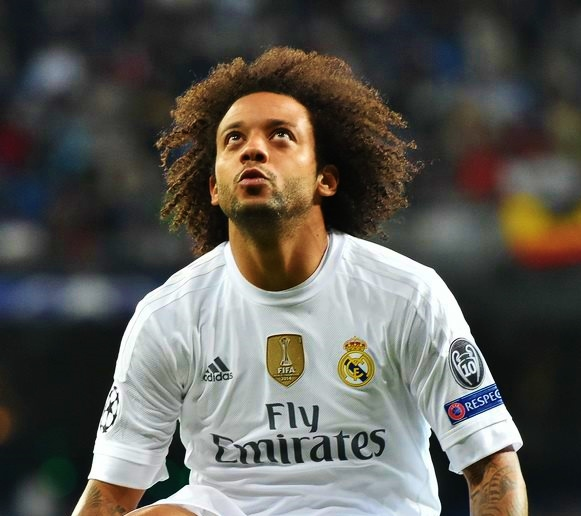
Marcelo em 2015 pelo Real Madrid

Marcelo estreou oficialmente no dia 7 de janeiro de 2007, saindo do banco de reservas na derrota por 0–2 contra o Deportivo La Coruña. Sob o comando do treinador Manuel Pellegrini, passou a atuar como ala. Seu bem-sucedido desempenho na temporada 2008–09 lhe rendeu uma renovação de contrato em 5 de fevereiro de 2010, assinando um novo vínculo até junho de 2015.
Comandado por José Mourinho na temporada 2010–11, o brasileiro voltou a lateral-esquerda. Em 25 de novembro de 2010, foi nomeado como um dos 55 jogadores para o FIFA World XI.
Na final da Liga dos Campeões, Marcelo marcou um dos gols na virada por 4–1 contra o Atlético de Madrid e assim conquistando pela décima vez a Liga dos Campeões.
No dia 13 de setembro de 2017, o Real anunciou a renovação do brasileiro até 2022.
No dia 30 de abril de 2022, com a conquista de La Liga, Marcelo ultrapassou Paco Gento e se tornou o jogador que mais vezes foi campeão com a camisa do clube, com 24 conquistas.

### Olympiacos
Em 2 de setembro de 2022, Marcelo foi anunciado como novo jogador do Olympiacos.Na estreia de Marcelo, o time grego sofreu dura derrota em casa para o Qarabağ, do Azerbaijão, por 3–0, em jogo válido pela Liga Europa. Marcelo entrou no segundo tempo substituindo o volante Bouchalakis. Marcelo anotou seus dois primeiros gols com a camisa do Olympiacos na vitória por 4–1 sobre o Atromitos pelo jogo de ida das oitavas de final da Copa da Grécia em 15 de dezembro de 2022.
Em 18 de fevereiro de 2023, Marcelo e o Olympiacos anunciaram a rescisão do contrato, que durou menos de seis meses. O jogador brasileiro, que teve algumas lesões, disputou apenas dez jogos e marcou três gols pela equipe.

### Retorno ao Fluminense
Em 24 de fevereiro de 2023, foi anunciada a volta de Marcelo ao Fluminense. O vínculo entre as partes tem duração até o final de 2024, com opção de extensão até o final de 2025. Em 10 de março de 2023, foi apresentado oficialmente pelo Fluminense, com direito a mega evento no Maracanã, com a presença de mais de 30 mil torcedores e show do cantor Filipe Ret.
Marcelo fez sua reestreia no time titular no dia 5 de abril na vitória por 3–1 sobre o Sporting Cristal, partida válida pela primeira rodada da fase de grupos da Copa Libertadores da América.
O lateral-esquerdo marcou seu primeiro gol desde sua reestreia no segundo jogo da final do Campeonato Carioca, que acabou sendo vencida pelo Tricolor de forma histórica por 4–1 contra o Flamengo.
No dia 4 de novembro de 2023, venceu a Libertadores pelo Fluminense, após a vitória por 2–1 sobre o Boca Juniors. Com a conquista, Marcelo entrou para a seleta lista de jogadores campeões da Libertadores e da Liga dos Campeões.
Em novembro de 2024, o Fluminense anunciou a rescisão de contrato com o jogador, após um desentendimento com o então técnico do tricolor, Mano Menezes.

### Aposentadoria
Após passar a virada do ano de 2024 sem clube, o jogador anunciou a aposentadoria do futebol no dia 6 de fevereiro de 2025, com um vídeo em seu Instagram pessoal.

## Seleção Brasileira
Após ter atuado nas categorias de base da Seleção Brasileira, foi chamado para defender a principal no dia 1 de agosto de 2006, na primeira convocação do treinador Dunga. O lateral-esquerdo estreou pelo Brasil no dia 5 de setembro, na vitória por 2–0 contra o País de Gales, marcando o primeiro gol do amistoso realizado no White Hart Lane, em Londres.

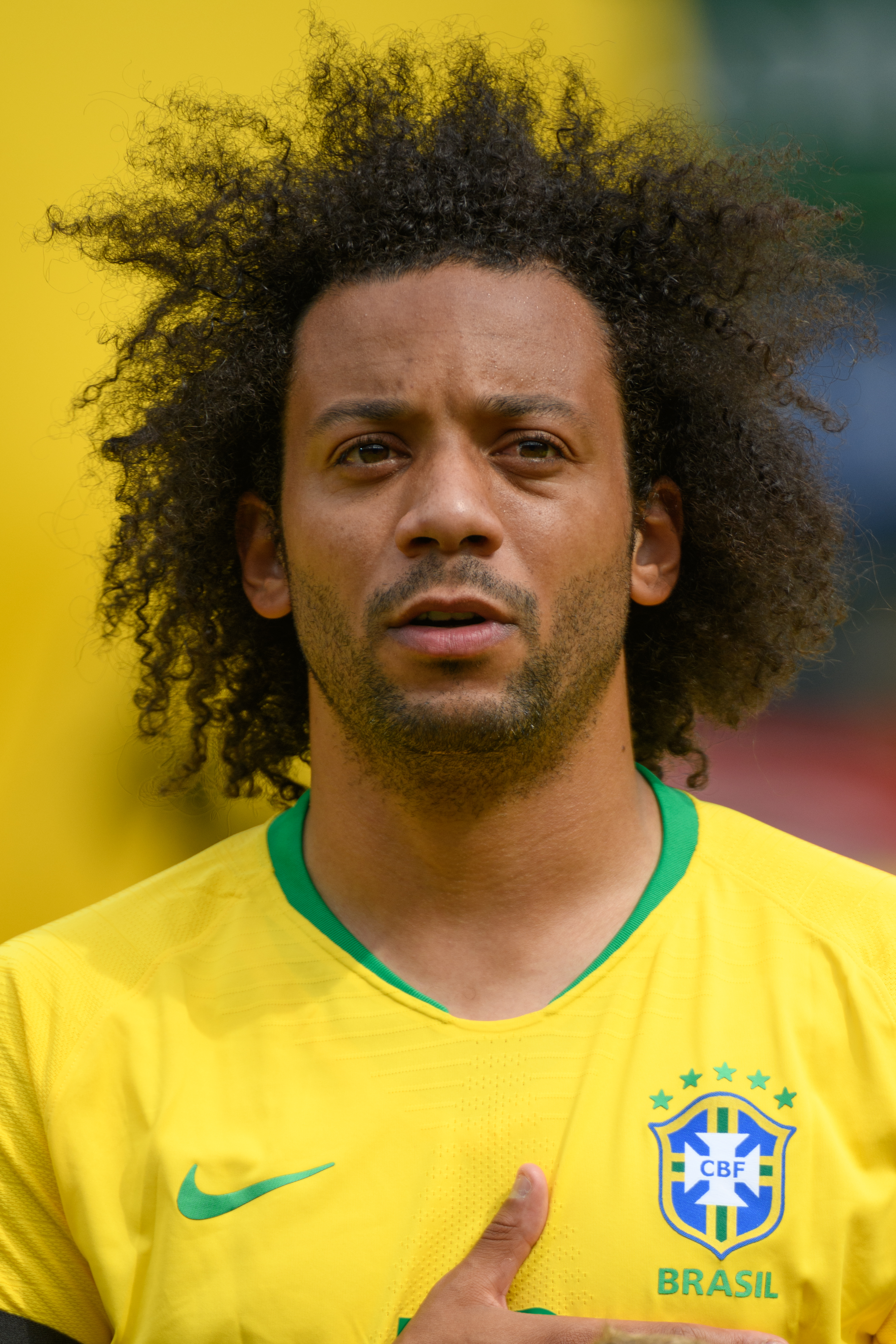
Marcelo pela Seleção Brasileira na Copa do Mundo FIFA de 2018

Jogou as Olimpíadas de 2008 e marcou um gol no torneio, o segundo da partida contra Camarões, que garantiu a classificação do Brasil para as semifinais. No entanto, os brasileiros acabaram derrotados pela Argentina na semifinal.
Em 2011, o lateral afirmou estar com dores nas costas após um treino e foi cortado de um amistoso do Brasil contra a Escócia. Uma semana depois, Marcelo jogava pelo Real Madrid. O técnico do Brasil, Mano Menezes, questionou o comprometimento de Marcelo com a Seleção Brasileira. O treinador afirmou que recebeu um e-mail do jogador dizendo que "se livrou da Seleção". O destinatário era o Real Madrid, mas Marcelo teria encaminhado erroneamente. Tal entrevista teve grande repercussão, inclusive na imprensa europeia, chegando ao ponto do seu clube, o Real Madrid, intervir na questão defendendo o jogador. Apesar do ocorrido, em agosto de 2011 voltou a ser convocado por Mano Menezes.
Em maio de 2013 foi convocado por Luiz Felipe Scolari para a Copa das Confederações realizada no Brasil. Um ano depois foi convocado para a Copa do Mundo FIFA de 2014, torneio realizado novamente em solo brasileiro. No jogo de abertura da Copa do Mundo, contra a Croácia, na Arena Corinthians, Marcelo acabou marcando um gol contra que abriu o placar para os croatas, sendo esse também foi o primeiro gol contra da Seleção Brasileira em Copas do Mundo. No entanto, o Brasil conseguiu vencer de virada por 3–1.
Marcelo voltou a marcar um gol pela Seleção no dia 27 de março de 2017, na vitória por 3–0 contra o Paraguai, na Arena Corinthians, em jogo válido pelas Eliminatórias da Copa do Mundo. O lateral-esquerdo marcou o terceiro gol da partida, selando a classificação do Brasil para a Copa do Mundo.
Após a eliminação da Seleção Brasileira para a Bélgica na Copa do Mundo FIFA de 2018, realizada na Rússia, Marcelo não voltou a ser chamado pelo treinador Tite.

## Vida pessoal
O lateral possui uma série de tatuagens, incluindo o número 12 e a data de nascimento no seu braço esquerdo. Ele também tem um Fusca tatuado no braço, em homenagem ao seu avô Pedro.
Em 2008 Marcelo casou-se com Clarice Alves, e em 24 de setembro de 2009 eles tiveram seu primeiro filho, chamado Enzo. Seu segundo filho, Liam, nasceu no dia 1 de setembro de 2015.
Em maio de 2011, através do Facebook, Marcelo demonstrou apoio à causa Palestina, chegando a ser especulado se esse seria um dos motivos do seu corte da Seleção Brasileira. Meses depois, em julho, obteve a cidadania espanhola. Em 2012, conheceu o corredor palestino Bahaa al-Farra, durante as Olimpíadas de 2012. Bahaa tem em Marcelo um de seus principais ídolos no esporte, e conversou brevemente com ele sobre a causa palestina.

### Patrocínio
Em abril de 2013, Marcelo foi apresentado como um dos novos ícones da Adidas durante um evento promocional no Santiago Bernabéu apresentando novas chuteiras. O brasileiro reuniu-se a vários companheiros de equipe (também patrocinados pela marca alemã), incluindo Kaká, Iker Casillas, Xabi Alonso, Ángel Di María e Karim Benzema. No evento, Marcelo disse: "Ao longo da minha carreira, tenho conseguido conquistar alguns dos meus sonhos, e este é um também. Estar ao lado dessas estrelas (seus companheiros de equipe) é fantástico. Eles me parabenizaram, é uma grande marca e estou feliz."

### CD Mafra
No final de 2021, Marcelo tornou-se proprietário do Clube Desportivo de Mafra, equipe que disputa a Segunda Liga. O jogador brasileiro comprou 70% do capital social da SDUQ por 7,5 milhões de euros.

## Homenagens
O estádio onde jogam as categorias de Base do Fluminense, em Xerém, município de Duque de Caxias, RJ, foi rebatizado com o nome Marcelo Vieira em 5 de setembro de 2024.

## Estatísticas

### Clubes
Atualizadas até 4 de novembro de 2023.
| Equipe      | Temporada | Campeonato nacional¹ | Campeonato nacional¹ | Campeonato nacional¹ | Copas nacionais | Copas nacionais | Copas nacionais | Competições internacionais² | Competições internacionais² | Competições internacionais² | Outros torneios³ | Outros torneios³ | Outros torneios³ | Total | Total | Total   |
| Equipe      | Temporada | Jogos                | Gols                 | Assist.              | Jogos           | Gols            | Assist.         | Jogos                       | Gols                        | Assist.                     | Jogos            | Gols             | Assist.          | Jogos | Gols  | Assist. |
| ----------- | --------- | -------------------- | -------------------- | -------------------- | --------------- | --------------- | --------------- | --------------------------- | --------------------------- | --------------------------- | ---------------- | ---------------- | ---------------- | ----- | ----- | ------- |
| Fluminense  | 2005      | 0                    | 0                    | 0                    | 0               | 0               | 0               | 0                           | 0                           | 0                           | 0                | 0                | 0                | 0     | 0     | 0       |
| Fluminense  | 2006      | 0                    | 0                    | 0                    | 0               | 0               | 0               | 0                           | 0                           | 0                           | 0                | 0                | 0                | 0     | 0     | 0       |
| Fluminense  | Total     | ?                    | ?                    | ?                    | ?               | ?               | ?               | ?                           | ?                           | ?                           | ?                | ?                | ?                | 40    | 6     | 3       |
| Real Madrid | 2006–07   | 6                    | 0                    | 0                    | 0               | 0               | 0               | 0                           | 0                           | 0                           | —                | —                | —                | 6     | 0     | 0       |
| Real Madrid | 2007–08   | 24                   | 0                    | 2                    | 2               | 0               | 0               | 6                           | 0                           | 1                           | —                | —                | —                | 32    | 0     | 3       |
| Real Madrid | 2008–09   | 27                   | 4                    | 3                    | 2               | 0               | 0               | 5                           | 0                           | 0                           | —                | —                | —                | 34    | 4     | 3       |
| Real Madrid | 2009–10   | 35                   | 4                    | 9                    | 2               | 0               | 0               | 6                           | 0                           | 0                           | —                | —                | —                | 43    | 4     | 9       |
| Real Madrid | 2010–11   | 32                   | 3                    | 4                    | 6               | 0               | 1               | 12                          | 2                           | 2                           | —                | —                | —                | 50    | 5     | 7       |
| Real Madrid | 2011–12   | 32                   | 3                    | 5                    | 5               | 0               | 0               | 7                           | 0                           | 3                           | —                | —                | —                | 44    | 3     | 8       |
| Real Madrid | 2012–13   | 14                   | 0                    | 0                    | 3               | 0               | 0               | 2                           | 1                           | 1                           | —                | —                | —                | 19    | 1     | 1       |
| Real Madrid | 2013–14   | 28                   | 1                    | 5                    | 4               | 0               | 0               | 7                           | 1                           | 1                           | —                | —                | —                | 39    | 2     | 6       |
| Real Madrid | 2014–15   | 34                   | 2                    | 7                    | 5               | 1               | 0               | 14                          | 1                           | 2                           | —                | —                | —                | 53    | 4     | 9       |
| Real Madrid | 2015–16   | 30                   | 2                    | 3                    | 0               | 0               | 0               | 11                          | 0                           | 1                           | —                | —                | —                | 41    | 2     | 4       |
| Real Madrid | 2016–17   | 30                   | 2                    | 9                    | 3               | 1               | 0               | 14                          | 0                           | 2                           | —                | —                | —                | 47    | 3     | 11      |
| Real Madrid | 2017–18   | 28                   | 2                    | 6                    | 2               | 0               | 1               | 14                          | 3                           | 3                           | —                | —                | —                | 44    | 5     | 10      |
| Real Madrid | 2018–19   | 23                   | 2                    | 2                    | 4               | 0               | 1               | 7                           | 1                           | 3                           | —                | —                | —                | 34    | 3     | 6       |
| Real Madrid | 2019–20   | 15                   | 1                    | 2                    | 4               | 1               | 0               | 4                           | 0                           | 3                           | —                | —                | —                | 23    | 2     | 5       |
| Real Madrid | 2020–21   | 16                   | 0                    | 2                    | 1               | 0               | 1               | 2                           | 0                           | 1                           | —                | —                | —                | 19    | 0     | 4       |
| Real Madrid | 2021–22   | 12                   | 0                    | 2                    | 3               | 0               | 0               | 3                           | 0                           | 0                           | —                | —                | —                | 18    | 0     | 2       |
| Real Madrid | Total     | 386                  | 26                   | 61                   | 46              | 3               | 4               | 114                         | 9                           | 23                          | —                | —                | —                | 546   | 38    | 88      |
| Olympiacos  | 2022–23   | 5                    | 0                    | 0                    | 2               | 3               | 0               | 3                           | 0                           | 0                           | —                | —                | —                | 10    | 3     | 0       |
| Olympiacos  | Total     | 5                    | 0                    | 0                    | 2               | 3               | 0               | 3                           | 0                           | 0                           | —                | —                | —                | 10    | 3     | 0       |
| Fluminense  | 2023      | 19                   | 1                    | 1                    | 2               | 0               | 0               | 8                           | 0                           | 0                           | 3                | 1                | 0                | 32    | 2     | 1       |
| Fluminense  | 2024      | 17                   | 1                    | 1                    | 3               | 0               | 0               | 10                          | 2                           | 1                           | 6                | 0                | 0                | 36    | 3     | 2       |
| Fluminense  | Total     | 36                   | 2                    | 2                    | 5               | 0               | 0               | 18                          | 2                           | 1                           | 9                | 1                | 0                | 68    | 5     | 3       |

¹Em copas nacionais, incluindo Supercopa da Espanha 
²Em competições internacionais, incluindo Liga dos Campeões da UEFA, Supercopa da UEFA e Copa do Mundo de Clubes da FIFA 
³Em outros torneios, incluindo Campeonato Carioca
| #  | Data                    | Local                       | Adversário     | Placar | Resultado | Competição                          |
| -- | ----------------------- | --------------------------- | -------------- | ------ | --------- | ----------------------------------- |
| 1. | 5 de setembro de 2006   | Londres, Inglaterra         | País de Gales  | 2–0    | 2–0       | Amistoso                            |
| 2. | 11 de outubro de 2011   | Torreón, México             | México         | 1–2    | 1–2       | Amistoso                            |
| 3. | 28 de fevereiro de 2012 | São Galo, Suíça             | Bósnia         | 1–0    | 2–1       | Amistoso                            |
| 4. | 30 de maio de 2012      | Washington, Estados Unidos  | Estados Unidos | 1–3    | 1–4       | Amistoso                            |
| 5. | 28 de março de 2017     | São Paulo, Brasil           | Paraguai       | 3–0    | 3–0       | Eliminatórias da Copa do Mundo 2018 |
| 6. | 10 de novembro de 2017  | Stade Pierre-Mauroy, França | Japão          | 2–0    | 3–1       | Amistoso                            |

## Títulos
Fluminense
- Taça Rio: 2005
- Campeonato Carioca: 2005 e 2023
- Copa Libertadores da América: 2023
- Recopa Sul-Americana: 2024

Real Madrid
- La Liga: 2006–07, 2007–08, 2011–12, 2016–17, 2019–20 e 2021–22
- Supercopa da Espanha: 2008, 2012, 2017, 2019–20 e 2021–22
- Copa do Rei: 2010–11 e 2013–14
- Liga dos Campeões da UEFA: 2013–14, 2015–16, 2016–17, 2017–18 e 2021–22
- Supercopa da UEFA: 2014, 2016 e 2017
- Copa do Mundo de Clubes da FIFA: 2014, 2016, 2017 e 2018

#### Títulos não-oficiais
- Troféu Santiago Bernabéu: 2007, 2008, 2009, 2010, 2011, 2013, 2015, 2016, 2017 e 2018
- Troféu Teresa Herrera: 2013

### Seleção Brasileira
- Medalha de bronze nos Jogos Olímpicos: 2008
- Medalha de Prata nos Jogos Olímpicos: 2012
- Copa das Confederações FIFA: 2013

#### Títulos não-oficiais
- Superclássico das Américas: 2018

### Seleção Brasileira Sub-17
- Campeonato Sul-Americano Sub-17: 2005

### Prêmios individuais
- Seleção do Campeonato Brasileiro: 2006
- Equipe do Ano da UEFA: 2011 e 2015
- Equipe do Ano da L'Équipe: 2011, 2016, 2017, 2018
- Equipe ideal da Liga dos Campeões da UEFA: 2010–11, 2015–16, 2016–17, 2017–18
- FIFPro World XI: 2012, 2015, 2016, 2017, 2018 e 2019
- Equipe da Temporada da La Liga: 2015–16[58]
- Equipe da Temporada da ESM: 2015–16[59], 2016–17[60]
- Dream Team da Copa do Mundo FIFA: 2014[61], 2018[62]
- Equipe do Ano da IFFHS: 2017, 2108
- 51º melhor jogador do ano de 2012 (The Guardian)[63]
- 48º melhor jogador do ano de 2016 (The Guardian)[64]
- 40º melhor jogador do ano de 2016 (Marca)[65]
- Equipe ideal da década 2011–2020 pela IFFHS[66]
- Equipe ideal CONMEBOL da década 2011–2020 pela IFFHS[67]